# William Smithe

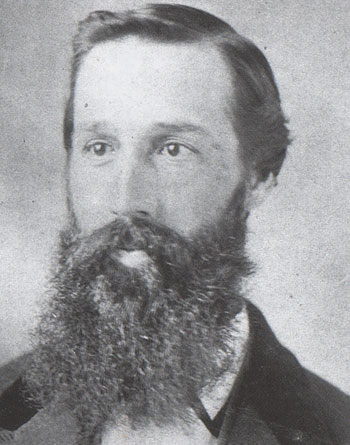
William Smithe

William Smithe (* 30. Juni 1842 in Matfen bei Hexham, Northumberland; † 28. März 1887 in Victoria) war ein kanadischer Politiker und Landwirt. Er war vom 29. Januar 1883 bis zu seinem Tod Premierminister der Provinz British Columbia.

## Biografie
Als Jugendlicher arbeitete Smith (wie sein Nachname damals lautete) bei einem Händler in Newcastle upon Tyne. 1862 wanderte er nach Kanada aus und ließ sich im Tal des Cowichan River auf Vancouver Island nieder, wo er einen Bauernhof aufbaute. Bei den ersten Wahlen zur Legislativversammlung von British Columbia im Oktober 1871 wurde Smith als Abgeordneter des Wahlkreises Cowichan gewählt (Parteien existierten damals noch nicht). Er änderte seinen Nachnamen in Smithe, um sich von Amor De Cosmos zu unterscheiden, dessen Geburtsname ebenfalls William Smith lautete.
1875 stieg Smithe zum informellen Oppositionsführer auf. Nachdem George Anthony Walkem im Februar 1876 an einem Misstrauensvotum gescheitert war, lehnte er das Amt des Premierministers jedoch ab und überließ es Andrew Charles Elliott. Bis Juni 1878 war Smithe Finanz- und Landwirtschaftsminister in Elliotts Kabinett, anschließend wieder Oppositionsführer.
Am 29. Januar 1883 scheiterte Robert Beaven ebenfalls an einem Misstrauensvotum und Smithe erhielt von Vizegouverneur Clement Francis Cornwall den Auftrag zur Regierungsbildung. Noch im selben Jahr handelte er einen Vertrag mit der Bundesregierung aus. Dadurch war die Finanzierung zweier wichtiger Projekte gesichert, die Errichtung von Hafenanlagen bei Victoria und der Bau einer Eisenbahnlinie auf Vancouver Island, der Esquimalt and Nanaimo Railway. 1884 trat die Regierung große Gebiete an die Canadian Pacific Railway ab, die sich dazu verpflichtete, als Gegenleistung die Endstation der transkontinentalen Eisenbahnlinie von Port Moody nach Granville (das spätere Vancouver) zu verlegen.
Auf Druck der Bevölkerung erließ Smithes Regierung mehrere Gesetze, welche die Einwanderung von Chinesen einschränkte und ihnen das Recht verwehrte, Kronland zu kaufen. Ab 1885 wurde auf alle asiatischen Einwanderer eine Kopfsteuer von 50 Dollar erhoben. Die Eröffnung der Canadian Pacific Railway im Juli 1886 markierte den Beginn eines raschen Wirtschaftsaufschwungs. 1887 erkrankte Smithe an Nephritis und starb 44-jährig im Amt.